# Jawalgiri
Jawalgiri fou un estat tributari protegit del tipus samasthan, un dels tretze samasthan principals delprincipat d'Hyderabad. Estava governat per un sobirà amb títol de raja que dominava Jawalgiri i Anegundi.
Jawalagiri és una moderna població al districte de Krishnagiri a Tamil Nadu.